# Silvius Magnago
Silvius Magnago (Merano, 5 febbraio 1914 – Bolzano, 25 maggio 2010) è stato un politico e militare italiano con cittadinanza austriaca, esponente della Südtiroler Volkspartei di cui è stato leader (Obmann) dal 1957 al 1991. È stato presidente della Provincia autonoma di Bolzano dal 1960 al 1989 e del Consiglio regionale del Trentino-Alto Adige/Südtirol.
Ha contribuito al raggiungimento dell'autonomia dell'Alto Adige.

## Biografia

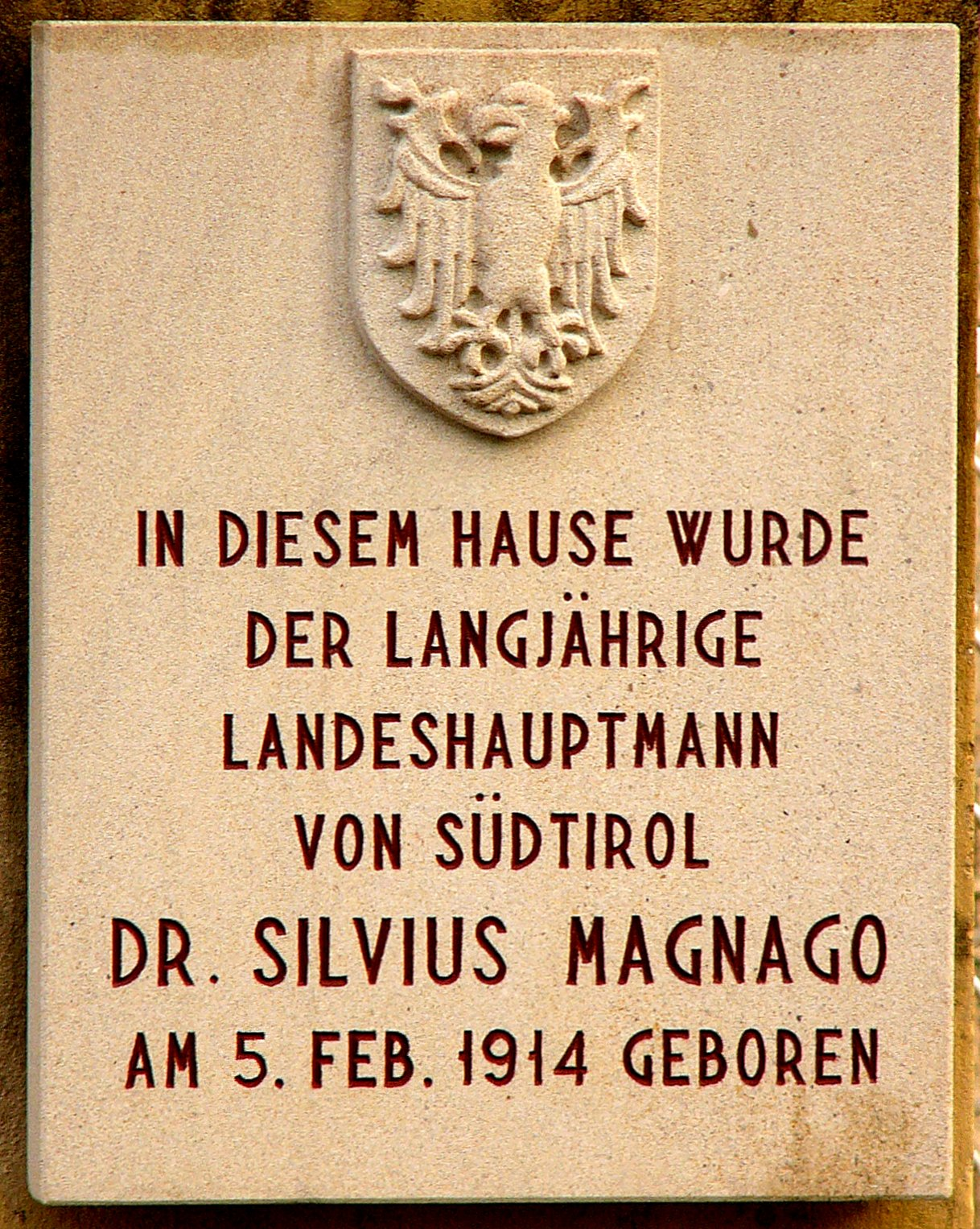
Targa memoriale apposta presso Villa Marchetti, casa natale di Magnago, a Merano

Silvius Magnago nacque nella Merano austro-ungarica il 5 febbraio del 1914, da Silvius Magnago senior e da Helene Redler, originaria di Bregenz, nel Vorarlberg austriaco. Il padre Silvius, originario di Rovereto, aveva frequentato il liceo classico in lingua tedesca presso i padri francescani di Bolzano e, dopo aver intrapreso gli studi accademici presso la facoltà di giurisprudenza di Innsbruck, divenne magistrato.
Magnago studiò giurisprudenza a Bologna, dove si laureò nel giugno del 1940 con una tesi dal titolo I reati contro la razza ed il patrimonio biologico ereditario nella legislazione nazional-socialista. Nel 1941 morì suo padre Silvius senior. Fu arruolato inizialmente nell'esercito italiano, ma l'11 gennaio 1943 fu trasferito nell'esercito tedesco con cui combatté sul fronte orientale. Il 15 ottobre 1943 sposò nella chiesa di Landeck Sophie Cornelissen di Essen, una giovane tedesca conosciuta a Roma. Fu ferito gravemente al fronte il 29 novembre 1943, perdendo una gamba.
L'8 maggio del 1945 il commerciante bolzanino Erich Amonn, a capo dell'organizzazione clandestina antinazista e antifascista dell'Andreas-Hofer-Bund, fondò la Südtiroler Volkspartei nella Villa Ravanelli (ex Villa Malfèr) di Bolzano, cui aderirono in maggior parte cittadini che nel 1939 non avevano optato per la Germania. Inizialmente Silvius Magnago non prese posizione. Nel novembre del 1945 lavorò come traduttore per il partito per alcuni mesi.
Nel 1947 lavorò poi come funzionario presso la Cassa di Risparmio di Bolzano.
Nella prima riunione provinciale della Südtiroler Volkspartei ebbe inizio la sua carriera politica e divenne membro del consiglio del partito.
Il 31 gennaio 1948 venne approvato il primo Statuto di autonomia della Regione Trentino-Alto Adige.
Alle elezioni comunali di Bolzano del luglio 1948 ricevette il maggior numero di preferenze tra i candidati della SVP e fu nominato vicesindaco della città fino al 1952.
Anche alle elezioni provinciali del novembre del 1948 Silvius Magnago ricevette il maggior numero di preferenze, divenendo primo presidente del Consiglio provinciale, carica che manterrà fino al 1960. 

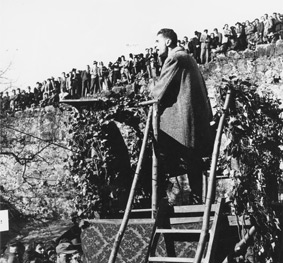
Magnago parla alla folla raccoltasi a Castel Firmiano il 17 novembre 1957

Il 17 novembre del 1957 Magnago organizzò  a Castel Firmiano una manifestazione alla quale parteciparono 35.000 persone. È qui che coniò lo slogan Los von Trient! (Via da Trento!), per sostituire il vecchio Los von Rom (Via da Roma!) e nel secolo precedente il Los von Innsbruck.
Uno slogan, spiegò Magnago, non contro i trentini, bensì contro i dirigenti trentini della Democrazia Cristiana, che sancì il passaggio della SVP dalla posizione di secessione/riunificazione a quella della richiesta di una forte autonomia a livello provinciale in luogo di quella regionale.
Sempre nel 1957 fu eletto presidente della Südtiroler Volkspartei, incarico che mantenne ininterrottamente per 34 anni fino al 1991. Dal 1960 al 1989 fu presidente della Provincia autonoma di Bolzano; sotto il suo mandato venne attuato il Pacchetto per l'Alto Adige, che ampliò e stabilizzò l'autonomia dell'Alto Adige, separandola da quella trentina.
Dopo aver lasciato le cariche amministrative, fu nominato presidente onorario della SVP. Scomparve a Bolzano il 25 maggio 2010, all'età di 96 anni.

## Memoria
Nel 2010, la piazza antestante il Consiglio provinciale di Bolzano fu intitolata in onore dello statista, dandogli la denominazione di Silvius-Magnago-Platz / Piazza Silvius Magnago.
Nel 2015, fu fondata la Silvius-Magnago-Akademie, aggregata alla Südtiroler Volkspartei, allo scopo di promuovere la formazione socio-politica.

## Premi
- 1971, Premio Robert Schuman
- 1973, Premio Leopold Kunschak